# Lijst van voetbalinterlands Barbados - Dominicaanse Republiek
Deze lijst van voetbalinterlands is een overzicht van alle officiële voetbalwedstrijden tussen de nationale teams van Barbados en de Dominicaanse Republiek. De landen speelden tot op heden vijf keer tegen elkaar. De eerste ontmoeting, een kwalificatiewedstrijd voor de Caribbean Cup 2012, werd gespeeld in Bridgetown op 25 september 2012. Het laatste duel, een groepswedstrijd tijdens de CONCACAF Nations League 2023/24, vond plaats op 16 oktober 2023 in Santiago de los Caballeros.

## Wedstrijden
| № | Plaats                     | Datum             | Competitie                      | Wedstrijd            | Uitslag |
| - | -------------------------- | ----------------- | ------------------------------- | -------------------- | ------- |
| 1 | Bridgetown                 | 25 september 2012 | Caribbean Cup 2012 kwalificatie | Barbados − Dom. Rep. | 0 − 1   |
| 2 | Santo Domingo              | 29 maart 2016     | Caribbean Cup 2017 kwalificatie | Dom. Rep. − Barbados | 2 − 0   |
| 3 | Santo Domingo              | 4 juni 2021       | WK 2022 kwalificatie            | Dom. Rep. − Barbados | 1 − 1   |
| 4 | Bridgetown                 | 13 oktober 2023   | CONCACAF Nations League 2023/24 | Barbados − Dom. Rep. | 0 − 5   |
| 5 | Santiago de los Caballeros | 16 oktober 2023   | CONCACAF Nations League 2023/24 | Dom. Rep. − Barbados | 5 − 2   |

## Samenvatting
| Competitie                 | Totaal gespeeld | Winst Barbados | Gelijk | Winst Dom. Rep. | Doelsaldo Barbados – Dom. Rep. |
| -------------------------- | --------------- | -------------- | ------ | --------------- | ------------------------------ |
| WK-kwalificatie            | 1               | 0              | 1      | 0               | 1 − 1                          |
| CONCACAF Nations League    | 2               | 0              | 0      | 2               | 2 − 10                         |
| Caribbean Cup-kwalificatie | 2               | 0              | 0      | 2               | 0 − 3                          |
| Totaal                     | 5               | 0              | 1      | 4               | 3 − 14                         |

Wedstrijden bepaald door strafschoppen worden, in lijn met de FIFA, als een gelijkspel gerekend.